# Symptoom
Een symptoom is een verschijnsel, kenmerk of klacht, behorend bij de diagnose van een bepaalde ziekte, aandoening of verwonding. 
Anders dan in het Engels, waar een symptom een klacht (beleving van de patiënt) is en een sign een objectief voor de arts waarneembaar kenmerk van ziekte, worden in het Nederlands met 'symptoom' beide soorten verschijnselen aangeduid. Er is wel voorgesteld voor 'sign' (objectief waarneembaar kenmerk van ziekte) het Griekse woord semeion weer in te voeren, maar gangbaar is dit niet. Een symptoom, of een combinatie van meerdere, die duidelijk op één specifieke ziekte wijzen, worden pathognomonisch genoemd.
Bekende symptomen zijn onder meer:
- hoest
- koorts
- keelpijn
- spierpijn
- hoofdpijn

Als bovengenoemde symptomen allemaal tegelijk voorkomen, zou er van griep sprake kunnen zijn, maar mogelijk ook van SARS. 
De kunst van het stellen van een diagnose is voor een belangrijk deel het herkennen van het patroon van symptomen die de patiënt vertoont. De symptomen die vlak voor de openbaring van een ziekte optreden noemen we het prodroom. De periode vlak na de ziekte waarin de patiënt geen symptomen meer heeft, maar nog een latente drager van de infectie kan zijn noemen we het postdroom.
Als een aandoening geen symptomen vertoont, zegt men dat die asymptomatisch verloopt. Presymptomatisch is de aanduiding voor de periode voordat er symptomen waarneembaar zijn.